# Obwaldner Höhenweg
Als Obwaldner Höhenweg wird die Schweizer Wanderroute 57 (eine von 65 regionalen Routen) in den Emmentaler und Urner Alpen bezeichnet. Sie beginnt am Pilatus und führt in sechs Etappen um den Schweizer Kanton Obwalden (kurz auch in die Kantone Bern und Nidwalden), zum Grossteil entlang der auf der Kammlinie verlaufenden Kantonsgrenze, zum Stanserhorn.
Start und Ziel sind mit Luftseilbahnen erschlossen und auch unterwegs kann man die benachbarten Täler mit Seilbahnen erreichen.

## Etappen

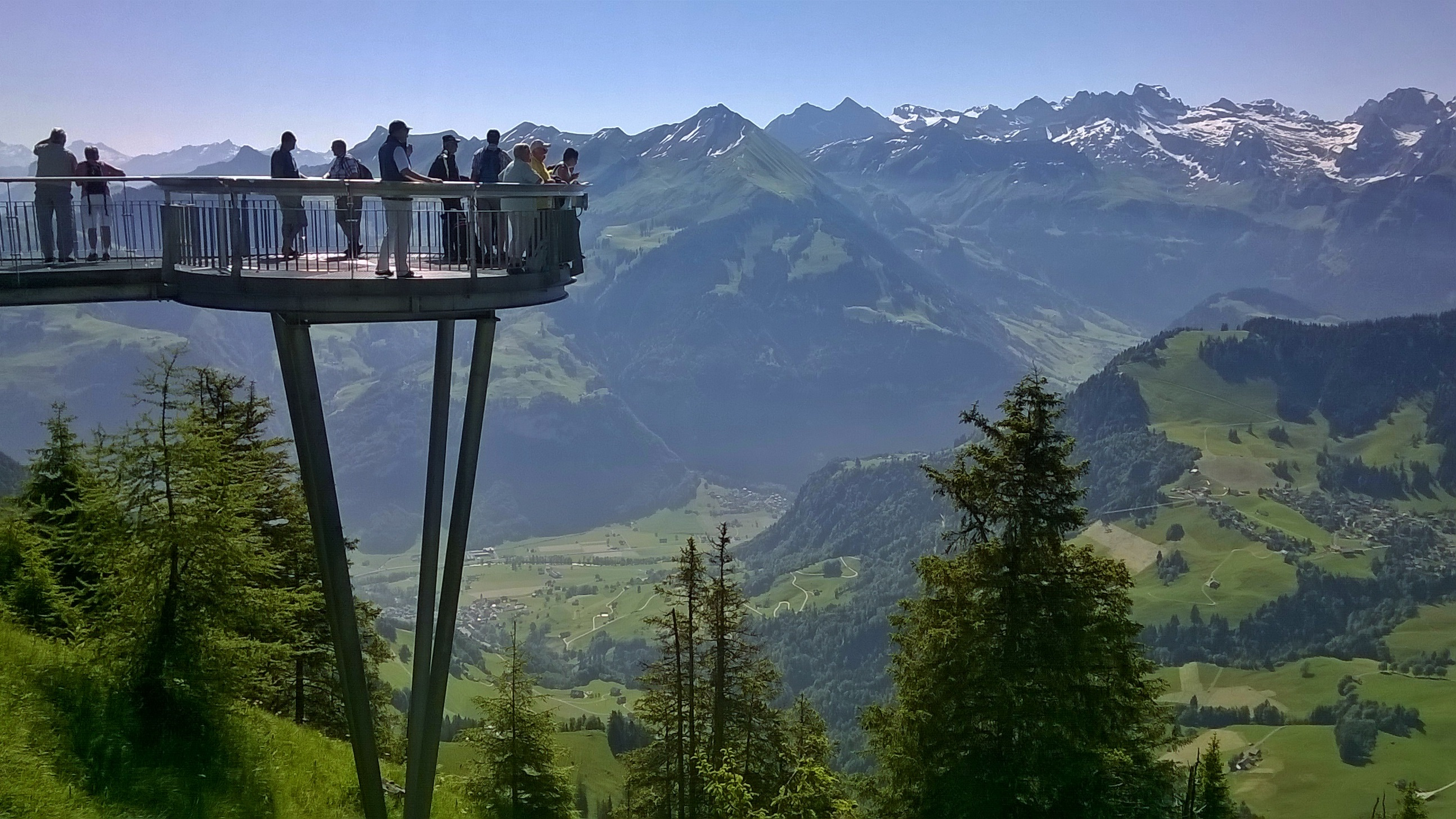
Ziel Stanserhorn 1849 m ü. M.

1. Pilatus-Kulm – Langis: 22 km, 7 Std.
2. Langis – Schönbüel: 20 km, 6 1⁄2 Std.
3. Schönbüel – Brünigpass: 8 km, 2 1⁄2 Std.
4. Brünigpass – Bründli/Abgschütz – Melchsee-Frutt: 23 km, 8 3⁄4 Std.
5. Melchsee-Frutt – Storeggpass: 13 km, 4 1⁄2 Std.
6. Storeggpass – Schluchberg – Stanserhorn: 13 km, 5 3⁄4 Std.

## Übernachtung

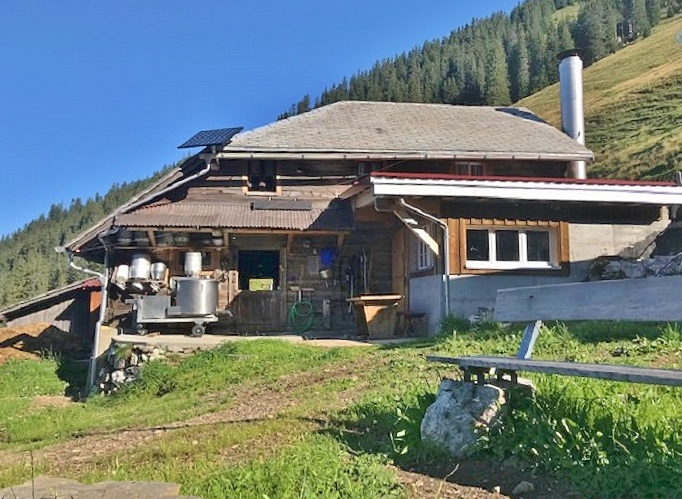
Oberlachen 1683 m ü. M., westlich des Lachengrätlis.

Da es am Storeggpass keine Übernachtungsmöglichkeit gibt, zweigt man am Ziel der fünften Etappe links ab nach Oberlachen, wo man im Sommer auf der Alp übernachten kann. Am Folgetag geht man hinauf zum Lachengrätli und setzt die Wanderung Richtung Schluchigrat entlang der Kantonsgrenze mit Blick ins Engelbergertal fort. An den anderen Zwischenzielen gibt es Übernachtungsmöglichkeiten.

## Mittelpunkt der Schweiz
Die im südlichen Bereich verlaufende vierte Etappe, welche die längste ist und zugleich vom niedrigsten zum höchsten Punkt des Gesamtwegs steigt, macht einen kleinen Bogen nordwärts, so dass sie am Denkmal Mittelpunkt der Schweiz unweit der Älggi-Alp, wo sich ein Parkplatz befindet, vorbeiführt. Die exakte geografische Position befindet sich ein wenig weiter nordwestlich an schwer zugänglicher Stelle.

## Nachweis
1. ↑  Alle regionalen Routen bei «SchweizMobil».